# Tân Bình, thành phố Tây Ninh
Tân Bình là một xã thuộc thành phố Tây Ninh, tỉnh Tây Ninh, Việt Nam.

## Địa lý
Xã Tân Bình nằm ở phía tây bắc thành phố Tây Ninh, cách trung tâm thành phố khoảng 10 km, có vị trí địa lý:
- Phía đông giáp phường Ninh Sơn
- Phía tây giáp xã Bình Minh và huyện Tân Biên
- Phía nam giáp phường Ninh Sơn và xã Bình Minh
- Phía bắc giáp xã Thạnh Tân và huyện Tân Biên.

Xã Tân Bình có diện tích 20,16 km², dân số năm 2022 là 10.983 người, mật độ dân số đạt 544 người/km².

## Hành chính
Xã Tân Bình được chia thành 4 ấp: Tân Hòa, Tân Lập, Tân Phước, Tân Trung.

## Lịch sử
Ngày 4 tháng 4 năm 1979, Hội đồng Chính phủ ban hành Quyết định số 143-CP về việc đổi tên xã Suối Vàng Cạn thành xã Tân Bình thuộc huyện Hòa Thành.
Ngày 10 tháng 8 năm 2001, Chính phủ ban hành Nghị định số 46/2001/NĐ-CP về việc sáp nhập xã Tân Bình thuộc huyện Hòa Thành vào thị xã Tây Ninh quản lý.
Ngày 29 tháng 12 năm 2013, Chính phủ ban hành Nghị quyết số 135/NQ-CP về việc thành lập thành phố Tây Ninh thuộc tỉnh Tây Ninh. Xã Tân Bình trực thuộc thành phố Tây Ninh.